# 年リク!!
『年リク!!』（ねんりく）は、東海ラジオ放送で、土曜日に放送されていた音楽リクエスト番組である。

## 概要
番組のコンセプトを「ラジオ業界初の全年代が楽しめる音楽番組」としており、昭和歌謡、フォークソングから、最新のアイドル、ロックなどの邦楽・洋楽・演歌などを問わず、幅広い音楽ジャンルのリクエストを紹介するほか、ゲストコーナーもある。ゲストに訪れる歌手も、番組のコンセプトに沿って、演歌・歌謡曲からアイドル・邦楽シンガーソングライターなど幅広く、特に愛知県を本拠地とするローカルアイドル・SKE48が度々登場することもある。

## 放送時間・歴史
東海ラジオでは2010年まで、中日ドラゴンズの試合がデーゲーム・ナイトゲームの時間帯を問わず、『東海ラジオガッツナイター』と題して、中日戦を最優先していた。中日戦がデーゲームである場合のナイターの当該時間帯は文化放送製作の『NRNナイター（基本は「文化放送ホームランナイター」）』をネットするか、土曜日が基から全試合デーゲーム、ないしはナイターの予定放送カードが全試合とも中止である場合は同じ文化放送制作の予備番組（2009年度まで『ビッグサウンズスペシャル』、更にそれ以前は『プロ野球ホットライン』や『全日本演歌選抜』なる番組もあった。2010年度は『センパツ!スペシャル』）を編成していた。
しかし、土曜日のデーゲーム開催が通年で増加し、ナイターでの開催は屋外球場の夏季開催（神宮におけるヤクルト主管試合に関しては、学生野球が行われる関係で基本的にナイターとなるため、デーゲームは6・7・8月が主。ただし7・8月は17時開始の薄暮となる試合もある）のみに縮小されつつあることから、2011年度以後は原則として定時番組としてのナイター中継を廃止とした。
ただし、中日戦がナイターである場合か、デーゲームの場合でも巨人主管の中日戦で文化放送・ニッポン放送が放送できない日に別のナイターが開催される場合はナイター中継とし、中日戦デーゲームはナイターの協賛スポンサーごと『ガッツナイタースペシャル』として定時番組扱いで放送を行うようにした。
そこで、土曜日の野球中継枠のもう一つの定時番組として2011年4月から『山浦・深谷の年リク!!（やまうら・ふかやのねんリク）』としてスタートさせた。当初は中日戦デーゲームの開催、ないしはナイターシーズンオフであれば18時から21時、中日戦がナイターであるか、デーゲームでも巨人主管で放送できない試合日に別のナイター放送カードがあった場合は、14時から17時の枠を取って放送していた。しかし、のちにナイターの枠に別の定時番組が編成されるようになり、放送時間の変更が度々行われ、年度によってはデーゲーム中継編成時の予備番組と、ナイターの時間帯に放送する定時番組の実質2部構成にしたこともあった。
この間、パーソナリティーの変更で2012年10月から2014年3月までは『深谷里奈の年リク!!（ふかや・りなのねんリク）』、2014年4月から現在は『井田勝也の年リク!!（いだ・かつやのねんりく）』と改題されている。
2015年度は、ナゴヤドームでの土曜日の主管試合開始が基本的に15時からの薄暮開催（ただし8月・9月の一部は18時開始のナイター）となったため、14時から19時まで、途中に『ガッツナイタースペシャル』をフロート・コーナーとして挿入しながら最大5時間放送されることになった。ただしこれまでと同じく、中日戦デーゲームが14時以前に開始である場合は試合終了後から、ナイター（この場合は巨人主管の中日戦が放送できない場合の予備試合も含む）である場合はナイター試合開始5分前までの短縮放送扱いとなるので、5時間フルでのスタジオバージョンでの放送は、中日戦のデーゲームが中止になった場合に事実上限られることになる。
2016年10月から『SKE48・ねねの!カウントダウン3・2・1!!!』に受け継がれ、SKEのメンバーは原則毎週1名がねね（男性）とともにディスクジョッキーを担当、井田はラジオカーからのレポーターに回った。

## パーソナリティー
- 2011年度 - 2012年度前期 山浦ひさし・深谷里奈（東海ラジオアナウンサー）
  - 現在両氏は2014年度後期から平日夕方に放送されている『山浦・深谷のヨヂカラ!』を担当。
- 2012年度後期 - 2013年度 深谷里奈・井田勝也（両氏とも東海ラジオアナウンサー）
  - 基本的に深谷がメイン、井田は「いじられ隊員」という肩書で深谷の突込みなどのアシスタントのポジションを担当した。
- 2014年度 - 2016年度前期 井田勝也（東海ラジオアナウンサー）